# Tmesisternini
Los tmesisterninos (Tmesisternini) son una tribu de coleópteros crisomeloideos de la familia Cerambycidae.

## Géneros
Tiene los siguientes géneros:
- Arrhenotoides Breuning, 1945
- Blapsilon Pascoe, 1860
- Buprestomorpha Thomson, 1860
- Epiblapsilon Gressitt, 1984
- Falsapolia Breuning, 1945
- Pascoea White, 1855
- Sepicana Kriesche, 1923
- Sphingnotus Perroud, 1855
- Sulawesiella Weigel & Withaar, 2006
- Temnosternopsis Breuning, 1939
- Temnosternus White, 1855
- Tmesisternopsis Breuning, 1945
- Tmesisternus Latreille, 1829
- Trigonoptera Perroud, 1855